# 青潭乡
青潭乡是中华人民共和国湖南省岳阳市湘阴县下属的一个乡，位于湘阴县最北端，湘江西岸，洞庭湖中。2009年被批准为湖南省湿地保护区。

## 建制沿革
- 1958年，属杨林寨农场水产分场；
- 1962年，析设青潭公社；
- 1984年，改置青潭乡。
- 2015年，并入三塘镇。[1]

## 行政区划
青潭乡下辖3个行政村以及1个渔场。
- 上山村、中山村、下山村
- 青潭乡渔场